# سفين ماير
سفين ماير (بالألمانية: Sven Meyer)‏ (4 سبتمبر 1970 برلين الغربية ألمانيا المحتلة من قبل قوات التحالف - ) هو لاعب كرة قدم ألماني يلعب كمدافع.

## روابط خارجية
- سفين ماير على موقع قاعدة بيانات كرة القدم.إي يو (الإنجليزية)
- سفين ماير على موقع بيانات كرة القدم. دي إي (الألمانية)